# Malaysias delstater och territorier

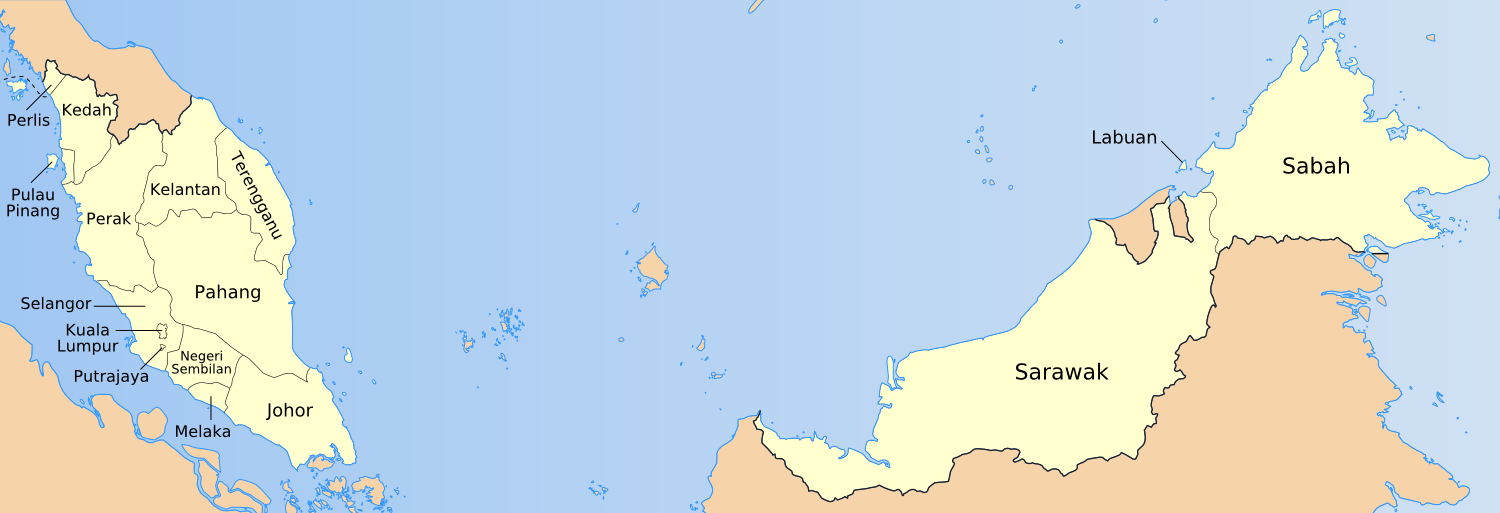
Malaysias delstater

Malaysia är en federation som består av tretton delstater (Negeri) och tre federala territorier (Wilayah Persekutuan). Elva av delstaterna och två av de federala territorierna ligger på Malackahalvön och resterande två delstater och ett federalt territorium på ön Borneo.
| Delstater och territorier | Huvudstad        | Yta i km² | Invånare . |
| ------------------------- | ---------------- | --------- | ---------- |
| Johor                     | Johor Bahru      | 19 984    | 3 312 400  |
| Kedah                     | Alor Setar       | 9 426     | 1 958 100  |
| Kelantan                  | Kota Bharu       | 14 922    | 1 595 000  |
| Kuala Lumpur*             | Kuala Lumpur     | 243,65    | 1 629 400  |
| Labuan*                   | Bandar Labuan    | 92        | 87 600     |
| Malacka                   | Malacka          | 1 650     | 753 500    |
| Negeri Sembilan           | Seremban         | 6 645     | 995 600    |
| Pahang                    | Kuantan          | 35 964    | 1 513 100  |
| Pinang                    | Pinang           | 1 046     | 1 546 800  |
| Perak                     | Ipoh             | 21 006    | 2 351 300  |
| Perlis                    | Kangar           | 810       | 236 200    |
| Putrajaya*                | Putrajaya        | 46        | -          |
| Sabah                     | Kota Kinabalu    | 72 500    | 3 131 600  |
| Sarawak                   | Kuching          | 124 450   | 2 452 800  |
| Selangor                  | Shah Alam        | 7 956     | 5 000 000  |
| Terengganu                | Kuala Terengganu | 12 955    | 1 094 300  |

* Kuala Lumpur, Putrajaya och Labuan är federala territorier.